# Muralla andalusí de Rabat
La muralla andalusí (en árabe: السور الأندلسي) es la muralla que delimita la frontera sur de la medina de Rabat.

## Historia
La muralla fue construida a principios del siglo XVII y delimitaba el barrio donde se asentaron los refugiados moriscos, la mayoría provenientes de la expulsión de España de 1609. La actual medina comprende la zona norte de la ciudad planificada que los almohades comenzaron a construir a finales del siglo XIII, pero que había quedado prácticamente deshabitada y ocupada principalmente por campos abiertos.

## Descripción
La muralla tiene más de 1,4 kilómetros de largo y una altura que varía entre los 4,9 y 5,5 metros, con un espesor medio de unos 1,65 metros. Abarca una superficie de 840 hectáreas. En total, a lo largo de la muralla se encuentran dispersas 26 torres.

### Puertas

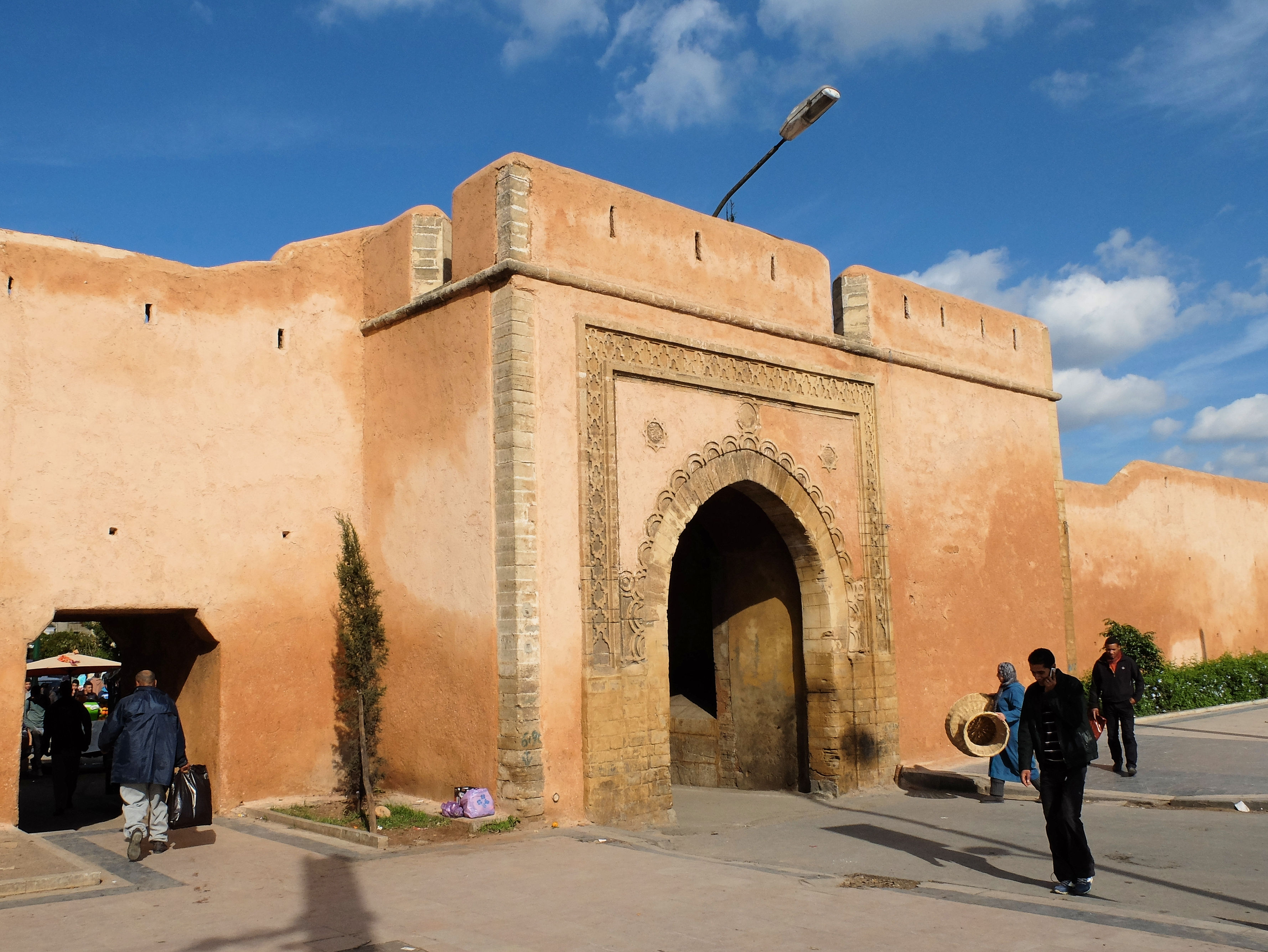
Bab Chellah

La muralla contaba con cinco puertas, aunque no todas se conservan en la actualidad. La Bab Teben o Bab al-Tben, era la puerta más occidental (cerca de la Bab el-Hadd, en la muralla almohade). Hoy en día, la zona es conocida como Bab Jdid ("Puerta Nueva"), y la puerta fue demolida en gran parte para dar paso a nuevos edificios, aunque, de ella, todavía se conserva una torre lateral y una cámara que hoy se utiliza como puesto de policía.  Más al este existe una puerta de menor tamaño, Bab al-Bouiba ("Puerta Pequeña"). Hacia el centro de la muralla se encuentra la puerta llamada Bab Chellah ("Puerta de Chellah"), la única con un aspecto ligeramente monumental. Su forma actual data de una reconstrucción en 1813, bajo el mando del sultán Sulaymán. Su decoración recuerda a las antiguas puertas almohades de la ciudad, aunque es más sencilla. Por último, otras dos puertas al este son aberturas simples con poca importancia arquitectónica: Bab Mellah ("Puerta de la Mellah"), la puerta del antiguo barrio judío, y Bab Diouana, una puerta ahora convertida en entrada a una mezquita.

### Baluartes

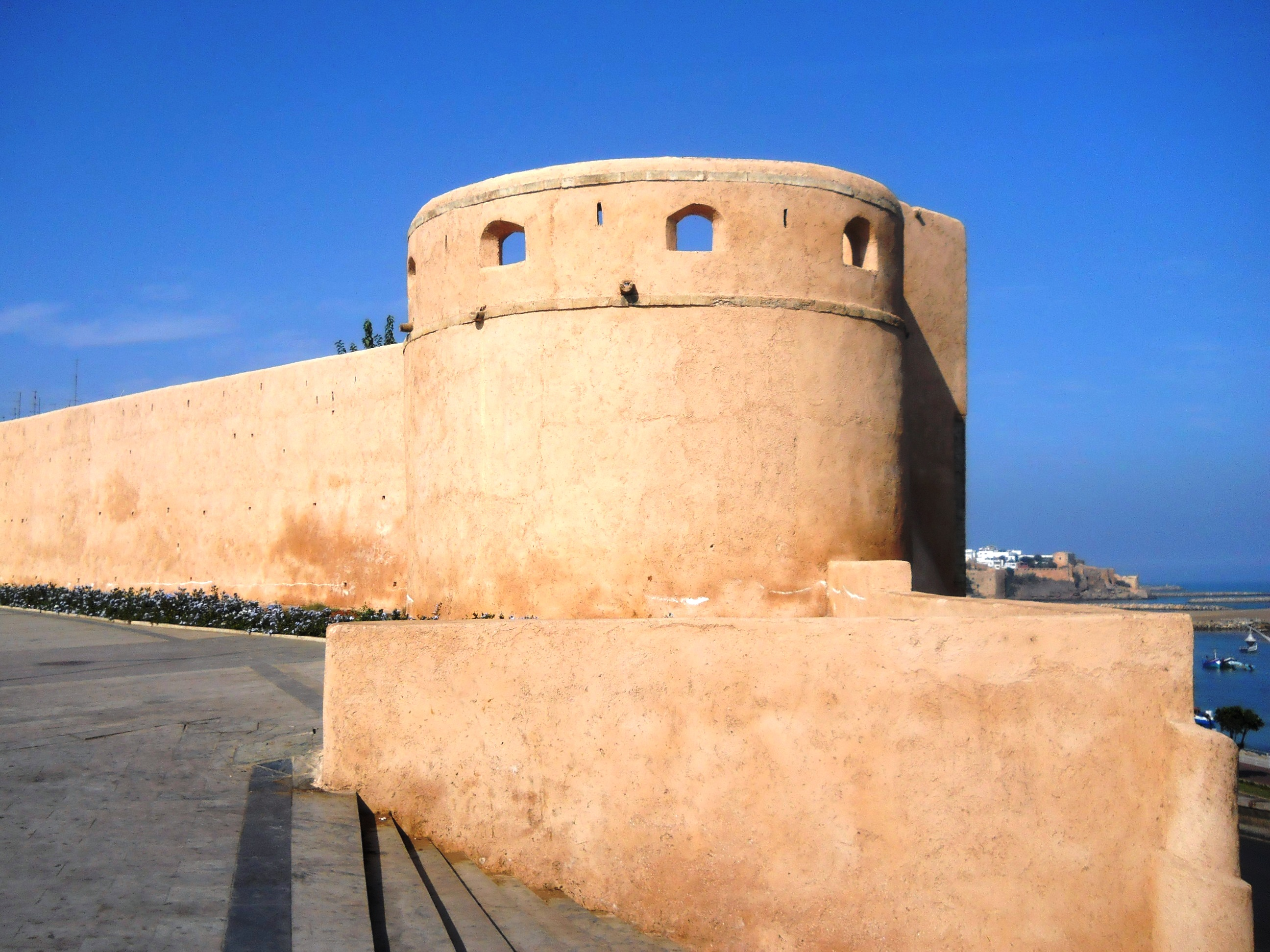
Borj Sidi Makhlouf

En el extremo oriental de la muralla, frente al río, hay una torre baluarte llamada Borj Sidi Makhlouf ("Torre de Sidi Makhlouf"), que se encuentra frente al río Bu Regreg. Es la única torre de la muralla que tiene un perfil redondeado. Existe otra torre, llamada Borj Lalla Qadiya ("Torre de (Dama) Qadiya"), situada en el perímetro noreste de la medina, lejos de la muralla andalusí principal, pero también data del siglo XVII. Más que un baluarte fortificado, la torre servía como puesto de observación. Tiene un diseño sencillo con una base cuadrada y mide unos 9 metros de altura.